# Аспарухов вал при Кранево
Аспаруховият вал при Кранево е землено прабългарско укрепление, затварящо долината при село Кранево, построено в началото на Първото българско царство.
Прегражда ниската равна тераса между реките Краневска и Батова. Намира се на около 750 m от морския бряг. Започва от голямата изкуствена могила в източния край на селото и по права линия на североизток достига до блатистия бряг на река Батова. Валът е дълъг над половин километър. Земленият насип е широк 10-15 м и е висок до 0,6 м. Ровът му е с фронт на изток, с ширина 12 м и дълбочина 0,6 м.
Днес южната му половина е изцяло унищожена. Северната попада в обработваема земя и е силно обезличена, но ясно личи почти разрушеният насип и полузасипаният ров.
Надморска височина 5 m, GPS координати: 43°20’52” с.ш. и 28°03’49” и.д.